# Зелені нанотехнології
Зелені нанотехнології — нанотехнології, що застосовують екологічні та стійкі принципи у виробництві; або нанотехнології, що використовуються для відновлення довкілля.
Зелені нанотехнології — це галузь екологічних технологій, яка використовує концепції екологічної хімії, зеленої інженерії та зеленої економіки. Зелені нанотехнології спираються на принципи екологічної хімії щодо стійкого проектування, виробництва, використання та завершення терміну служби наноматеріалів.
Термін «зелені нанотехнології» стосується різноманітних процедур, які усувають або ліквідують небезпечні сполуки для відновлення навколишнього середовища. Зелені наноматеріали можливо використовувати в різних біотехнологічних секторах, таких як медицина та біологія, а також у харчовій і текстильній промисловості, обробці стічних вод і сільському господарстві.

## Сутність
Зелена нанотехнологія була охарактеризована як розвиток чистих технологій: "для того, щоб звести до мінімуму можливі ризики для довкілля та людського здоров'я, пов'язані з виробництвом та використанням продуктів нанотехнологій, а також заохочувати заміну існуючих продуктів новими нанопродуктами, більш екологічно чистими протягом їхнього життєвого циклу.

## Мета
Зелена нанотехнологія має дві мети: виробництво наноматеріалів та нанопродукції без шкоди для навколишнього середовища або здоров'я людини, і виробництво нанопродуктів, які забезпечують вирішення екологічних проблем. Вона використовує існуючі принципи «зеленої» хімії та «зеленої» інженерії, щоб створювати наноматеріали та нанопродукти без токсичних інгредієнтів, за низьких температур, використовуючи менше енергії і поновлюваних ресурсів, коли це можливо, та за допомогою мислення з урахуванням життєвого циклу на всіх стадіях проектування та розробки.
На додаток до створення наноматеріалів та продукції з меншим впливом на довкілля, «зелена» нанотехнологія також означає використання нанотехнологій для того, щоб зробити поточні виробничі процеси для не-наноматеріалів і виробів більш екологічно чистими. Наприклад, нанорозмірні мембрани можуть допомогти відокремити потрібні продукти хімічної реакції від відходів. Нанорозмірні каталізатори можуть зробити хімічні реакції більш ефективними та економними. Нанорозмірні датчики можуть бути частинами автоматизованих систем управління технологічними процесами, котрі працюють з інформаційними системами, створеними на основі нанотехнологій. Використання систем альтернативної енергії стало можливим завдяки нанотехнології, це ще один спосіб зробити виробничі процеси «зеленими».
Друга мета зеленої нанотехнології включає в себе розробку продуктів, прямо або опосередковано корисних для довкілля. Наноматеріали або нанопродукти можуть безпосередньо очищати місця скидання небезпечних відходів, опріснювати воду, знешкоджувати шкідливі речовини, або знаходити і контролювати речовини, котрі забруднюють навколишнє середовище. Опосередковано, легкі нанокомпозити для автомобілів та інших транспортних засобів могли б економити паливо і зменшити кількість матеріалів, потрібних для виробництва; паливні комірки та світлодіоди (LED) на основі нанотехнологій можуть знизити забруднення від виробництва енергії і допомогти зберегти викопне паливо; самоочисні нанорозмірні покриття поверхонь можуть зменшити або скасувати застосування багатьох хімічних речовин для очистки, котрі використовуються у регулярних процедурах обслуговування; довший термін служби батареї може призвести до зменшення використання матеріалів та меншої кількості відходів. Зелена нанотехнологія охоплює багато наноматеріалів та нанопродукції, гарантуючи, що непередбачені наслідки зводяться до мінімуму і що будь-які впливи є передбачуваними протягом всього життєвого циклу.

## Сучасні дослідження

### Сонячні елементи
Одним з великих проектів, який розробляється зараз, є розвиток нанотехнологій в сонячних елементах. Сонячні елементи є більш ефективними, оскільки вони стають усе меншими за розміром, а сонячна енергія є відновлюваним ресурсом. Один ват сонячної енергії коштує менше долара.
Нанотехнології вже використовуються для покращення продуктивності покриттів для фотоелектричних та сонячних термальних панелей. Їхні гідрофобні та самоочисні властивості поєднують, щоб зробити сонячні батареї більш ефективними, особливо в негоду. Фотоелектричні панелі з нанотехнологічним покриттям залишаються чистими довше, завдяки чому підтримується максимальна енергоефективність.

### Наноочищення та обробка води
Нанотехнології пропонують потенціал нових наноматеріалів для обробки поверхневих та підземних вод, стічних вод, та інших компонентів навколишнього середовища, забруднених іонами токсичних металів, органічними і неорганічними розчиненими речовинами, та мікроорганізмами. Завдяки своїй унікальній активності стосовно стійких забрудників, багато наноматеріалів є об'єктами активних досліджень і розробок для обробки води та забруднених ділянок.
Сучасний ринок нанотехнологій, що застосовуються для очищення води, складається з мембран зворотнього осмосу, нанофільтрації та ультрафільтрації. Справді, серед нових продуктів можна назвати нановолоконні фільтри, вуглецеві нанотрубки та різноманітні наночастинки. Очікується, що нанотехнології ефективніше впораються з забруднювачами, з якими борються конвекційні системи водоочищення, в тому числі з бактеріями, вірусами та важкими металами. Ця ефективність зазвичай випливає з дуже високої питомої площі поверхні наноматеріалів, що підвищує розчинення, реакційну здатність та сорбцію забруднюючих речовин.
Деякі ймовірні області застосування:
- для підтримки здоров'я населення патогени у воді повинні бути визначені швидко і надійно. На жаль, традиційні лабораторні тести культур тривають кілька днів. Швидші методи, що включають використання ферментів, імунологічних або генетичних тестів, знаходяться в стадії розробки.[11]
- фільтрація води може бути покращена завдяки використанню нановолоконних мембран та нанобіоцидів, які виявились досить ефективними.[16]
- Біоплівки є шарами, що складаються з бактерій в оболонці з природних полімерів. Вони можуть не піддаватися впливу протимікробних препаратів або інших хімічних речовин. Їх можна очистити механічно, але за рахунок тривалого простою та значних затрат праці. Ведеться робота по розробці ферментних засобів, які зможуть зруйнувати такі біоплівки.[11]

### Забруднення
Вчені проводили дослідження здатності бакмінстерфуллерену до контролю забруднення, оскільки він може контролювати певні хімічні реакції. Бакмінстерфуллерен продемонстрував властивість індукувати захист активних форм кисню і спричиняти перекисне окиснення ліпідів. Цей матеріал може зробити водневе паливо більш доступним для споживачів.

### Книги
- Malik Junaid Ahmad; Goyal Megh R.; Sadiq Mohamed Jaffer M. (2023). Sustainable nanomaterials for biosystems engineering: trends in renewable energy, environment, and agriculture (вид. 1st edition). Palm Bay, FL, USA. ISBN 978-1-003-33351-7.
- Megh R. Goyal, Shrikaant Kulkarni (2023). Advances in Green and Sustainable Nanomaterials: Applications in Energy, Biomedicine, Agriculture, and Environmental Science. Apple Academic Press. с. 402. ISBN 9781774911662.
- Micro/nano materials for energy storage and conversion. / Lu, Jinlin et al. (2023). Frontiers Research Topics. Frontier Media SA. ISBN 978-2-8325-1971-4. doi:10.3389/978-2-83251-971-4.
- Mahmoud Nasrollahzadeh та ін. (2019). An introduction to green nanotechnology. Interface science and technology. London: Academic press, Elsevier. ISBN 978-0-12-813586-0.

### Журнали
- ASC Nano
- Nano today
- Frontiers in Sustainable Cities
- Frontiers in Nanotechnology
- Frontiers in Environmental Engineering
- Bioinspired, Biomimetic and Nanobiomaterials

### Статті
- Salem Salem S. (2023-04). A mini review on green nanotechnology and its development in biological effects. Archives of Microbiology (англ.) 205 (4). doi:10.1007/s00203-023-03467-2.
- Bhandari Geeta; Dhasmana Archna; Chaudhary Parul та ін. (2023-03). A Perspective Review on Green Nanotechnology in Agro-Ecosystems: Opportunities for Sustainable Agricultural Practices & Environmental Remediation. Agriculture (англ.) 13 (3). doi:10.3390/agriculture13030668.
- Martins Roberto; Kaczerewska Olga Barbara (2021-01). Green Nanotechnology: The Latest Innovations, Knowledge Gaps, and Future Perspectives. Applied Sciences (англ.) 11 (10). doi:10.3390/app11104513.
- Ahmad Shabir; Munir Sidra; Zeb Nadia та ін. (10 липня 2019). Green nanotechnology: a review on green synthesis of silver nanoparticles — an ecofriendly approach. International Journal of Nanomedicine (English) 14. doi:10.2147/IJN.S200254.
- Verma Ajay; Gautam Surya P.; Bansal Kuldeep K.; Prabhakar Neeraj; Rosenholm Jessica M. (2019-03). Green Nanotechnology: Advancement in Phytoformulation Research. Medicines (англ.) 6 (1). doi:10.3390/medicines6010039.
- «Зелені» нанотехнології й нанопродукти: досягнення та перспективи досліджень / І.С. Чекман // Наука та інновації. — 2011. — Т. 7, № 1. — С. 26-32.  doi:10.15407/scin7.01.026.
- Відкриття ґрунтових бактерій може дозволити нам виробляти електроенергію з «повітря». (англ.)